# Ichiro Suzuki (fotbollsspelare)
Ichiro Suzuki (鈴木 一朗 Suzuki Ichiro?), född 1 augusti 1995 i Iwate prefektur, är en japansk fotbollsspelare.
Suzuki började sin karriär 2016 i Grulla Morioka. Efter Grulla Morioka spelade han för Iwaki FC.